# Anatextrix
Genre
Anatextrix est un genre d'araignées aranéomorphes de la famille des Agelenidae.

## Distribution
Les espèces de ce genre sont endémiques de Turquie.

## Liste des espèces
Selon World Spider Catalog (version 24, 25/07/2023) :
- Anatextrix monstrabilis Kaya, Zamani, Yağmur & Marusik, 2023
- Anatextrix spectabilis Kaya, Zamani, Yağmur & Marusik, 2023

## Systématique et taxinomie
Ce genre a été décrit par Kaya, Zamani, Yağmur et Marusik en 2023 dans les Agelenidae.

## Publication originale
- Kaya, Zamani, Yağmur & Marusik, 2023 : « A new genus of Textricini Lehtinen, 1967 (Araneae, Agelenidae) from Anatolia. » ZooKeys, vol. 1151, p. 31-45 (texte intégral).